# Chrysoprasis viridis
Chrysoprasis viridis är en skalbaggsart som beskrevs av Fisher 1944. Chrysoprasis viridis ingår i släktet Chrysoprasis och familjen långhorningar.
Artens utbredningsområde är Venezuela. Inga underarter finns listade i Catalogue of Life.